# Tomushlv
Tomushlv è un comune dell'Azerbaigian situato nel distretto di Saatlı.